# Magnolianae
Magnolianae, biljni nadred iz razreda Magnoliopsida koji obuhvaća četiri priznata reda. Nek izvori u njega uključuju i red Chloranthales
Nadred je opisan u Sistema i Filogeniia Tsvetkovykh Rastenii 51. 1966[1967].

## Redovi
1. Canellales Cronquist
2. Laurales Juss. ex Bercht. & J. Presl
3. Magnoliales Bromhead
4. Piperales Bercht. & J. Presl